# Ernst Fraenkel
Ernst Fraenkel (Colônia, 26 de dezembro de 1898; Berlim Ocidental, 28 de março de 1975) foi um jurista e cientista político alemão-estadunidense. É considerado um dos "pais" da ciência política moderna, na República Federal da Alemanha e em Berlim Ocidental.
Fraenkel escreveu principalmente sobre quatro sistemas políticos: a República de Weimar, o Estado nazista, os Estados Unidos e a República Federal da Alemanha. Seus escritos reunidos foram publicados em sete volumes a partir de 1999. "A obra de Ernst Fraenkel é caracterizada por sua evolução do socialismo ao pluralismo".
Durante a República de Weimar, Fraenkel trabalhou como advogado para o movimento trabalhista socialista e publicou inúmeros artigos, principalmente sobre direito trabalhista. Perseguido pelos nazistas por ser judeu e envolvido na resistência, emigrou para os Estados Unidos, onde concluiu O Estado Dual, sua interpretação do Estado nazista. O livro foi publicado em alemão em 1974 sob o título "Der Doppelstaat" e hoje é considerado um clássico. Fraenkel desenvolveu o princípio norteador do neopluralismo e foi um dos fundadores da teoria democrática da Alemanha Ocidental. Ele utilizou seus estudos sobre os Estados Unidos para comparar a Alemanha com as democracias ocidentais e para fundamentar analítica e normativamente suas próprias ideias sobre a teoria democrática.
Em 1963, Fraenkel tornou-se o primeiro diretor do John-F.-Kennedy-Institut für Nordamerikastudien (Instituto John F. Kennedy de Estudos Norte-Americanos), na Universidade Livre de Berlim.